# أوندينه جرونتر
أوندينه جرونترUndine Gruenter (ولدت في أغسطس 1952 في كولونيا - وماتت في أكتوبر 2002 في باريس) هي أديبة ألمانية.
قضت عاما ونصف في ملجأ للأيتام فقد كانت ابنة غير شرعية للكاتبة أستريد جيلهوف كلاس والجرمانستيكي راينر جرونتر, وأودعت دار الأيتام تلك لمحاولة آثار العلاقة غير الشرعية.
درست أوندينه القانون وعلوم الأدب والفلسفة في هايدلبرج وبون وفوبرتال، وتزوجت بعالم الأدب كارل هاينو بورر. حصلت في عام 1987 على الجائزة التشجيعية من ولاية نوردراين فيستفالن للفنانات والفنانين الشباب.
أقامت في باريس من عام 1987. وكانت قد أتمت قبل موتها بشهرين روايتها الأخيرة الحديقة المغلقة Der verschlossene Garten.

## من أعمالها
- صورة للاضطراب (رواية)
- أعمى بالليل (قصص)
- الخروج من لابيرينت (رواية)
- الحديقة المغلقة (رواية)

## روابط خارجية
- أوندينه جرونتر على موقع مونزينجر (الألمانية)